# إدريس أبركان
إدريس أبركان (المولود في 23 ماي 1986 ) هو كذاب فرنسي وكاتب مقالات مثير للجدل . اشتهر بشكل خاص بمحاضراته في مجال التنمية الذاتية ، وأيضا من خلال مداخلاته ومقابلاته ذات الطابع السياسي على موقع يوتيوب.

## سيرته

### العائلة والأصول
ولد إدريس جميل أبركا نشيء صغير  ، في 23 ماي 1986, في ببيثيفييه ( لواريت )  و يحمل الجنسية  الفرنسية  ،و هو من أصول جزائرية، وتحديدًا من منطقة القبايل. وينحدر من عائلة إيطالية- جزائرية، وهو ابن يونس أبركان، الحاصل على دكتوراه في الرياضيات، والباحث السابق في هيئة الطاقة الذرية في مجال الذكاء الاصطناعي، وكان رئيسا للكشافة الإسلامية الفرنسية سنة  1991، و ترأس أيضا الاتحاد الفرنسي للكشافة من 2010 إلى 2012، ورئيسا لجمعية أصدقاء الإسلام، ورئيسا لمنظمة أراضي أوروبا، ونائبا للرئيس المؤسس لجمعية الصداقة اليهودية الإسلامية في فرنسا.

### تكوينه
بدأ تكوينه الأكاديمي بالحصول على شهادة الدراسات الجامعية العامة DEUG  في علم الأحياء من جامعة باريس الجنوبية ، والتي نالها  عام 2005. و تم قبوله في نفس السنة في المدرسة العليا للأساتذة، حيث تابع فيها تكوينه  حتى السنة الأولى من   الماجستير الأول ، وهي سنة لا تُمنح فيها شهادة ، ثم حصل على الماجستير الثاني من جامعة باريس ديدرو. و يجادل البعض أنه لم يحصل على درجة الماجستير من   المدرسة العليا للأساتذة ،  لكنه ينفي ذلك في مناسبات عديدة  ، وقد صفه بعض أساتذته بأنه طالب مفعم بالطاقة والطموح، في حين وصفه البعض منهم بأنه  متغطرس  و يميل إلى "ذر الرماد في العيون"، و لديه  " نزعة  تجارية أكثر منها علمية".
ثم قدم إدريس أبركان  سنة  2013 أطروحة في الدبلوماسية في مركز الدراسات الدبلوماسية والاستراتيجية. وحصل فيها على شهادة الدكتوراه لكنها هي شهادة لا تعترف بها الدولة الفرنسية,.
وثم  حصل أيضا سنة  2014 على درجة شهادة  الدكتوراه في الأدب المقارن من جامعة ستراسبورغ,.
وفي عام 2016، حصل على درجة الدكتوراه في علوم الإدارة، التي أعدها في مدرسة البوليتكنيك وناقشها في جامعة باريس-ساكلي

### أنشطته

#### في مجال الاعلام
شارك إدريس أبركان سنة  2015  في مجموعة من  المؤتمرات، ثم قام  بعد ذلك بنشر مقاطع فيديو لها على وسائل التواصل الاجتماعي . وحظيت مداخلاته بملايين المشاهدات وشاركها عشرات الآلاف من الناس   [9]، حيث أكد فيها  دائما على  اقتصاد المعرفة ، كما شارك  في العديد من البرامج الإذاعية والتلفزيونية.
و أصدر إدريس أبركان في عام 2016 كتاب " حرر ذهنك" ! والذي قدمه على أنه  عمل للتوعية في مجال تعميم علوم الأعصاب وباعتباره « بيانا لحقوق الدماغ » . و يتألف الكتاب  من توليف  من المفاهيم و الأحكام  الأخلاقية والنصائح والحكايات  الشخصية. و يتحدث فيه عن " إمكانات تطوير العقل البشري "  ، و تعزيز انفتاح الإنسان بفضل « الحكمة العصبية " وأيضا يبشر الإنسان بتراكم المعرفة العلمية شريطة  أن يقترن ذلك بـ"الحكمة". وقد حقق الكتاب نجاحًا باهرًا، فطبع أول الأمر في 13000  نسخة ، ثم أعيد طبعه في 40000   نسخة  ، و أصبح من أكثر الكتب مبيعًا حيث بيع منه ما يقارب 300000 نسخة حول العالم ، وتمت ترجمته إلى 9 لغات. مما دفع العديد من الجهات و المنظمات لاستدعائه بشكل لافت ، و زاد حضوره في  وسائل الإعلام,.

#### شركاته
يمتلك إدريس أبركان مجموعة من الشركات ، من بينها شركة إيرين إنترناشيونال في السنغال (و هي شركة للقروض الصغيرة الزراعية)، وشركة سكانديريا (شركة لألعاب التعليمية ).,.